# Муберг, Ларс-Эрик
Ларс-Э́рик Му́берг (швед. Lars-Erik Moberg; 7 августа 1957, Катринехольм) — шведский гребец-байдарочник, выступал за сборную Швеции на всём протяжении 1980-х годов. Участник трёх летних Олимпийских игр, трижды серебряный призёр Олимпийских игр в Лос-Анджелесе, двукратный чемпион мира, победитель многих регат национального и международного значения.

## Биография
Ларс-Эрик Муберг родился 7 августа 1957 года в городе Катринехольме, лен Сёдерманланд. Активно заниматься греблей начал с раннего детства, проходил подготовку в одном из местных спортивных клубов.
Первого серьёзного успеха на взрослом международном уровне добился в 1980 году, когда попал в основной состав шведской национальной сборной и отправился на летние Олимпийские игры в Москву — участвовал в зачёте четвёрок на тысяче метрах, сумел пробиться в финальную стадию турнира, но в решающем заезде финишировал только девятым.
В 1981 году Муберг побывал на чемпионате мира в английском Ноттингеме, откуда привёз награды бронзового и серебряного достоинства, выигранные на дистанции 500 метров в одиночках и четвёрках соответственно. В следующем сезоне на аналогичных соревнованиях в югославском Белграде трижды поднимался на пьедестал почёта: завоевал бронзовые медали в одиночках на пятистах метрах, в четвёрках на пятистах метрах, а также золотую в четвёрках на тысяче метрах.
Благодаря череде удачных выступлений он удостоился права защищать честь страны на Олимпийских играх 1984 года в Лос-Анджелесе — стал здесь серебряным призёром сразу в трёх разных дисциплинах: в одиночках на пятистах метрах; в двойках на пятистах метрах в паре с Пер-Инге Бенгтссоном; на тысяче метрах с четырёхместным экипажем, куда кроме Бенгтссона вошли также гребцы Томми Карлс и Томас Ульссон.
В 1985 году Муберг выступил на чемпионате мира в бельгийском Мехелене, где в четвёрках вновь стал бронзовым призёром на пятистах метрах и чемпионом на тысяче метрах. Два года спустя на мировом первенстве в немецком Дуйсбурге взял серебро в километровой гонке четырёхместных экипажей. Будучи одним из лидеров шведской гребной сборной, благополучно прошёл квалификацию на Олимпийские игры 1988 года в Сеуле, но, тем не менее, на сей раз попасть в число призёров не смог, в четвёрках на километре показал в финальном заезде лишь восьмой результат. Вскоре после этой Олимпиады принял решение завершить карьеру профессионального спортсмена, уступив место в сборной молодым шведским гребцам.